# Sabah-2 FK
Sabah-2 FK je azerbajdžanski nogometni iz Masazira. Klub se trenutačno natječe u Azerbajdžanskoj prvoj ligi. Sabah-2 FK je rezervna momčad kluba Sabah FK.

## Povijest
Klub je osnovan 2018. godine te se od tada natječe u Azerbajdžanskoj prvoj ligi.

## Stadion
Sabah svoje utakmice igra na stadionu Alindža Arena u Masaziru. Kapacitet stadiona iznosi 13,000.

## Vanjske poveznice
- Facebook
- PFL  Arhivirana inačica izvorne stranice od 30. travnja 2019. (Wayback Machine)